# 망모당
망모당(望慕堂)은 대한민국 전북특별자치도 익산시에 있는, 선조(재위 1567∼1608) 때의 문인 표옹 송영구가 은거하던 곳의 후원에 있는 누각이다. 1979년 12월 27일 전라북도의 유형문화재 제90호로 지정되었다.

## 참고 자료
- 망모당 - 국가유산청 국가유산포털